# SiAM&POPTUNe
SiAM&POPTUNe（シャムポップチューン）は、日本の女性アイドルグループ。Flying Penguin Records（Zi:zooのレーベル）所属。テアトルアカデミー所属のメンバーで構成された。2017年12月に活動を休止した。活動休止中も順次卒業者が発表され2019年4月にはメンバーが不在となった。

## 概要
Flying Penguin Recordsとテアトルアカデミーによる「ふらっぺidolぷろじぇくと」の第1弾アイドルグループである。HΛLを音楽プロデューサーに迎え、バクステ外神田一丁目の渡久山をリーダーにテアトルアカデミー東京校に所属する大津、高田、前田、吉野および野呂の6名で結成された。グループ名は「シャム猫のようにかわいらしく、ポップな楽曲を披露する」という意味がある。プロジェクトの妹分グループに、sora tob sakanaとパンダみっくがいる。
都内のアイドル対バンイベントを中心に活動し、@JAM EXPO、TOKYO IDOL FESTIVALなどにも出演した。ワンマンライブは赤坂BLITZ、TSUTAYA O-EASTなどでも行われた。 また、定期公演、生誕祭のほかトークイベントを開催した。トークイベントはニコ生、SHOWROOMなどで配信された。

## 略歴
2013年9月にTOKYO FM HALLで行われたライブに出演してステージデビューをした。また、11月にはデビューシングル「ラヴカーニバル」を発売した。
2014年4月にAKIBAカルチャーズ劇場でワンマンライブ『猫にもなれば虎にもなる』を開催。また、定期公演も開始した。11月にはトークイベント『猫舌!!〜SiAM&TALKTUNe〜』を開始。
2015年1月にヤングキングのグラビア企画「ドルイベ☆グラビアGP」でグランプリを獲得。
2016年1月からライブツアー『シャム猫団のサーカスツアー 〜猫とピエロの音楽会〜』を開催。2月からはSHOWROOMでの個人配信を開始した。
2017年7月に宮下が週刊プレイボーイ『ナツ☆イチッ!オーディション2017』ファイナリストに選ばれた。12月にはTOKYO FM HALLで行われた『SiAM&POPTUNe活動休止＆野呂百合香、宮下一紗卒業ライブ』をもって活動を休止した。

## メンバー
卒業・脱退年月順
活動休止時のメンバー
2019年4月までに全員が卒業した。
| 名前                       | 愛称       | 生年月日（年齢）      | カラー | 卒業・脱退 | 備考 |
| -------------------------- | ---------- | --------------------- | ------ | ---------- | --- |
| 吉野ひな よしの ひな       | ひな       | 1997年6月15日（28歳） | 赤     | 2018年3月  | フリーで音楽活動中 Cafe&Bar WANTED(秋葉原)の給仕人を2023年7月末で卒業                                                                     |
| 渡久山美月 とくやま みづき | みづきち   | 1992年3月8日（33歳）  | 紫     | 2018年6月  | リーダー バクステ外神田一丁目、元AppleTale                                                                                                |
| 遠藤未薫 えんどう みく     | みくぴょん | 2001年11月2日（23歳） | 黄緑   | 2018年6月  | 2017年3月ふらっぺidolぷろじぇくと研修生から昇格 chuLa、ワッツ◎さーくる元メンバー、ネコプラmom.メンバー花咲ひよりで活動、2023年6月活動終了 |
| 小林瑞希 こばやし みずき   | やっしー   | 2001年5月25日（24歳） | 水色   | 2018年11月 | 2017年3月ふらっぺidolぷろじぇくと研修生から昇格 セカイシティ(イートインから移籍)メンバーで活動中                                          |
| 増田琴音 ますだ ことね     | こっちゃん | 2004年3月15日（21歳） | ピンク | 2019年4月  | 2017年3月ふらっぺidolぷろじぇくと研修生から昇格 ギガLOVEアップビート(疾走クレヨンから改名)メンバーで活動中                                |

### 旧メンバー
| 名前                     | 愛称       | 生年月日（年齢）       | カラー   | 卒業・脱退 | 備考 |
| ------------------------ | ---------- | ---------------------- | -------- | ---------- | --- |
| 高田仁美 たかた ひとみ   | ひとみん   | 1995年1月10日（30歳）  | 水色     | 2014年2月  | |
| 前田菜於子 まえだ なおこ | だーまえ   | 1998年1月2日（27歳）   | ピンク   | 2014年6月  | 後にmi-naメンバー、2018年12月引退                                                                          |
| 濱田菜々 はまだ なな     | なな       | 1999年12月22日（25歳） | ホワイト | 2017年3月  | 2014年7月「ふらっぺidolぷろじぇくと」レッスン生から加入 2023年12月Gran☆Ciel卒業 2024年7月MyDearDarlin'加入 |
| 大津瑛理奈 おおつ えりな | えりぽよ   | 1992年9月30日（32歳）  | 緑       | 2017年6月  | |
| 野呂百合香 のろ ゆりか   | ゆりりん   | 1997年12月13日（27歳） | 黄色     | 2017年12月 | |
| 宮下一紗 みやした かずさ | みやちゃん | 1999年12月24日（25歳） | オレンジ | 2017年12月 | 2014年7月「ふらっぺidolぷろじぇくと生」から昇格 卒業後、舞台、映画『シグナル100』などに出演                |

## 作品
順位はオリコン週間ランキング最高位。

### 映像作品
| # | 発売日        | タイトル                                         | 規格品番   |
| - | ------------- | ------------------------------------------------ | ---------- |
| 1 | 2015年3月20日 | ライブDVD『HELLO my name is SiAM&POPTUNe』       | TSDS-75653 |
| 2 | 2016年3月27日 | ライブDVD『2ndAnniversary〜窮猫虎を噛む〜』      |            |
| 3 | 2017年1月6日  | ライブDVD『3周年記念ライブ〜笑う猫には福来る〜』 |            |

### タイアップ
- ラヴカーニバル - 文化放送『小野恵令奈 ふぉん・で・りんく』11月タイアップ曲

## ライブ・イベント

### ワンマンライブ・ツアー
- 1st One Man Live 〜猫にもなれば虎にもなる〜（2014年4月6日、AKIBAカルチャーズ劇場）[22]
- 1st Anniversary ワンマンライブ 〜Bell the Cat〜（2014年9月21日、TOKYO FM HALL）[23]
- 3rdワンマンライブ 〜cat's whiskers〜（2015年2月22日、新宿ReNY）[24]
- 2nd Anniversaryワンマンライブ 〜窮猫虎を噛む〜（2015年9月29日、赤坂BLITZ）[4]
- シャム猫団のサーカスツアー 〜猫とピエロの音楽会〜（2016年）
  - 1月3日、渋谷・TSUTAYA O-EAST - 初主催対バンライブ
  - 1月23日、福岡・ボックスシアター
  - 2月6日、名古屋・Dt.BLD
  - 3月13日、仙台・E BeanS 10階屋上ステージ
  - 3月27日、赤坂BLITZ - ワンマンライブ[25]
- 3周年記念ワンマンライブ 〜笑う猫には福来る〜（2016年9月21日、TSUTAYA O-EAST）[5]
- 新体制お披露目東名阪ツアー 〜可愛い猫には旅をさせよ！〜（2017年）
  - 3月25日、東京・フジさんのヨコ
  - 4月1日、大阪・梅田amHALL[26]
  - 4月23日、名古屋・大須Dt.BLD
  - 4月29日、渋谷・TSUTAYA O-WEST
- 4周年記念ワンマンライブ 〜桃栗三年、猫五年〜（2017年9月23日、渋谷WOMB）

### 主催公演
- SiAM&POPTUNe主催ライブ『SiAM POP FES』（2016年8月27日、TSUTAYA O-nest）

事務所主催公演
sora tob sakana、パンダみっく、「ふらっぺ idol ぷろじぇくと生/研修生」などとの合同イベント。
- ぷろ祭 Vol.1 - Vol.12ほか（2014年5月 - 2016年3月、TOKYO FM HALLほか）- 全15回
- Flying Penguin Records Showcase Vol.1・Vol.2（2017年2月・3月、TOKYO FM HALL・フジさんのヨコ）
- FIP LIVE 2017（2017年12月29日、渋谷CLUB CRAWL）

### 定期公演
- 猫を破る！「ヒロイン革命」（2014年4月 - 8月、新星堂サンシャインシティアルパ店内）- 全15回
- 猫を破る！（アキバ☆ソフマップ1号店 8Fイベント会場）
  - 「ツギ×ハギ メーカー」（2014年10月 - 2015年2月）- 全15回
  - 「夏に恋して」（2015年4月 - 7月）- 全15回
  - 「結成2周年記念ワンマンライブ」（2015年9月）- 全4回
  - 「シャム猫サーカス団の課外授業」（2015年11月 - 2016年3月）- 全14回
- SiAM&POPTUNe定期公演（2016年4月 - 2017年1月、ニッポン放送 imagineスタジオ）- 全18回
- SiAM&POPTUNe定期公演（2017年1月 - 2017年12月、Club Crawl、SHIBUYA DESEO、渋谷club乙-kinoto-ほか）- 全13回

### トークイベント
ニコ生、SHOWROOMなどで配信も行った。
- 猫舌!!〜SiAM&TALKTUNe〜（2014年11月 - 2017年11月、笑や〜Cafe de Live〜）- 全63回

### 参加フェス
- @JAM EXPO 2014（横浜アリーナ、2014年8月31日）
  - @JAM EXPO 2015（横浜アリーナ、2015年8月29日）
  - @JAM×ナタリー EXPO 2016（幕張メッセ、2016年9月24日・25日）
  - @JAM EXPO 2017（横浜アリーナ、2017年8月26日）
- アイドル横丁夏まつり!!〜2015〜（新木場STUDIO COAST、2015年7月5日）
  - アイドル横丁夏まつり!!〜2016〜（横浜赤レンガパーク、2016年7月3日）
- TOKYO IDOL FESTIVAL 2015（お台場・青海周辺エリア、2015年8月1日・2日）
  - TOKYO IDOL FESTIVAL 2016（お台場・青海周辺エリア、2016年8月5日 - 7日）[27]
  - TOKYO IDOL FESTIVAL 2017（お台場・青海周辺エリア、2017年8月5日・6日）[28]
- SUMMER SONIC 2016「IDOL SONIC」（幕張メッセ SIDE-SHOWステージ、2016年8月21日）[29]

### 参加ライブ
『アイドル甲子園』、『大好きな君に会いにいく』などに出演した。グループ運営元のジ・ズーが主催・共催の『IDOL Pop'n Party』、『ミュージックパーク』などにも出演した。

## 出演

### ネットラジオ
- SiAM&POPTUNeのオールナイトニッポンモバイル（2016年7月 - 2017年3月、ニッポン放送 Radital） - 全17回

## 書籍
- TRASH-UP!! Vol.21 （2015年2月）- 大津
- ヤングキング 2015年5号（2015年2月9日、少年画報社）- 「ドルイベ☆グラビアGP」グランプリ獲得グラビア[30]
- Disney TSUM TSUM SPECIAL BOOK-Always with TSUM TSUM-（2016年3月）- 濱田（WE♡TSUM TSUMコーナー）
- Animal World Vol.36 (2017年1月、全日本動物教育協会 会報誌）- 大津（表紙、インタビュー記事）
- IDOL FILE Vol.02 東京アイドル大特集（2017年2月）

## 来歴
2013年
- 9月10日、先行プレス発表会にてメンバー6人を公開。同時にデビューシングルを11月に発売することを発表。
- 9月22日、TOKYO FM HALLにて行われたイベント『FIP(フューチャーアイドルパーティー)#1』に出演し、ステージデビューをした。
- 11月12日、シングル「ラヴカーニバル」を発売し、CDデビューをした。

2014年
- 2月8日、ソフマップ1号店 8Fイベント会場での『高田仁美卒業公演』をもって高田が卒業。5人組となる。
- 4月6日、初めてのワンマンライブをAKIBAカルチャーズ劇場にて行った。
- 4月30日、初めての定期公演を新星堂サンシャインシティアルパ店にて行った。
- 6月17日、前田の謹慎処分が発表され、4人組となる。
- 7月27日、ディファ有明での『TOKYO IDOL GATE 2014 PURE』において宮下と濱田が加入。6人組となる。

2015年
- 1月26日、ヤングキングのグラビア企画「ドルイベ☆グラビアGP」でグランプリとなり、グラビア掲載権を獲得した。
- 2月22日、初めてのオールスタンディングに加え、生バンド演奏で行った。

2016年
- 1月3日、TSUTAYA O-EASTにて初の主催ライブを開催。ゲスト3組とのユニットシャッフルコラボ曲を生バンド演奏で披露。
- 8月14日、ももいろクローバーZ主催『桃神祭2016 〜鬼ヶ島〜』のイベント『新横アイドルフェスティバル SIF2016』に出演。

2017年
- 3月20日、TSUTAYA O-Crestでの『濱田菜々卒業公演』をもって濱田が卒業。5人組となる。
- 3月25日、フジさんのヨコでの『新体制お披露目東名阪ツアー』初日に遠藤、小林および増田が加入。8人組となる。
- 6月12日、『愛踊祭2017』の関東Ａエリアにエントリー。
- 6月17日、TOKYO FM HALLでの『大津瑛理奈卒業公演』をもって大津が卒業。7人組となる。
- 7月20日、宮下が週刊プレイボーイ『ナツ☆イチッ!オーディション2017』ファイナリストに選ばれる[6]。
- 9月22日、渡久山が雑誌「NYLON JAPAN」モデルオーディションのSHOWROOM枠で最終審査10人に残った。
- 11月10日、12月30日をもってSiAM&POPTUNeが活動休止することを発表[14]。
- 12月30日、TOKYO FM HALLで『SiAM&POPTUNe活動休止＆野呂百合香、宮下一紗卒業ライブ』を開催。このライブをもって野呂と宮下が卒業し、SiAM&POPTUNeは活動を停止した。

2018年
- 3月10日、吉野がポニーキャニオン本社1Fイベントスペースでの『吉野ひな卒業公演』をもって卒業[8]。
- 6月3日、渡久山が萬劇場での舞台『リビングルーム』千秋楽公演をもって卒業[9]。
- 6月17日、遠藤がVALLEY×VALLEY×TOKYOでの『遠藤未薫卒業公演』をもって卒業[10]。
- 11月8日、小林の卒業を公式サイトで発表[12]。

2019年
- 4月7日、増田が生バンドカラオケ パセラステーションでの『増田琴音卒業イベント』をもって卒業[13]。